# Peter von Dusburg

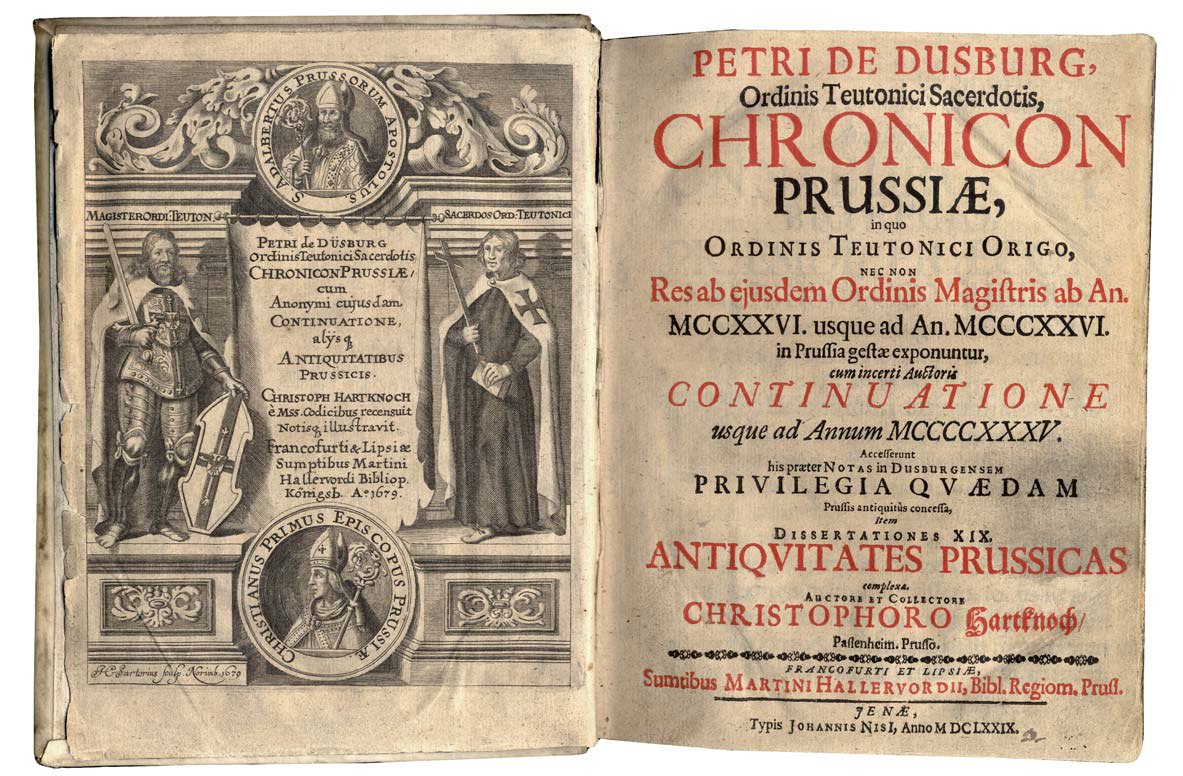
Chronicon terrae Prussiae Ausgabe von 1679

Peter von Dusburg, auch Peter von Duisburg, war ein Chronist des Deutschen Ordens.
Peter von Dusburg lebte etwa von der zweiten Hälfte des 13. bis zur ersten Hälfte des 14. Jahrhunderts, seine genauen Lebensdaten sind jedoch unbekannt. Sein Hauptwerk Chronicon Terrae Prussiae („Chronik des Preußenlandes“) verfasste der Deutschordenspriester in Königsberg in der Zeit des Hochmeisters Werner von Orseln. Ihm übergab er 1326 das Werk. Ergänzungen seiner Chronik reichen bis 1330. Das Werk war als Tischlesung für die Ordensbrüder gedacht. Der Text setzt im Jahr 1190 ein. Im Werk wird die Militärgeschichte des Ordens im Preußenland beschrieben und das Ziel ist die Ordensbrüder dazu zu ermahnen, im Kampf gegen die Heiden nicht nachzulassen. Daneben werden auch Eigenheiten der heidnischen Prußen benannt, mit Details zu ihren Glaubensvorstellungen, Heiligtümern und Kulten (siehe Baltische Mythologie). Die Chronik ist nur in Kopien aus dem 15. Jahrhundert überliefert. Breitere Wirkung erlangte sie durch die Übersetzung in deutsche Verse durch Nikolaus von Jeroschin im 14. Jahrhundert. Dusburgs Chronik ist von Max Toeppen und anderen Historikern kritisch kommentiert worden.

## Werke
- Chronicon terrae Prussiae. Herausgegeben von Max Toeppen. In: Scriptores rerum Prussicarum, Band 1, Leipzig 1861, S. 3–219. (Online)
- Petri de Dusburg Chronica Terre Prussie / Peter von Dusburg, Chronik des Preußenlandes. Übersetzung und erläutert von Klaus Scholz und Dieter Wojtecki. (= Ausgewählte Quellen zur deutschen Geschichte des Mittelalters. Band 25). Wissenschaftliche Buchgesellschaft, Darmstadt 1984, ISBN 3-534-00604-6.
- Petrus de Dusburgk, Chronica Terrae Prussiae. Herausgegeben von Jaroslaw Wenta u. a. Slawomir Wyszomirski. (= Monumenta Poloniae Historica, nova series, Band 13). Krakau 2007.